# Trophée européen féminin de rugby à XV 2004
Navigation
Trophée européen féminin 2003 Trophée européen féminin 2005
Le Trophée européen féminin de rugby à XV 2004 se déroule du 1er mai au 8 mai 2004 en France dans la région Midi-Pyrénées pour la Poule A ainsi que pour la Poule B.

## Participants
La Poule A est constituée de huit équipes :Angleterre, Écosse, Espagne, France, Irlande, Italie, Pays de Galles et Suède. La compétition se déroule sous la forme de match à élimination directe.
Concernant la Poule B, les équipes d'Allemagne, du Danemark, de la Norvège et des Pays-Bas participent à la compétition. Les quatre équipes se rencontrent une fois. La meilleure équipe sur les trois matchs remporte le tournoi.

## Poule A

### Quarts de Finale
| 1er mai 2004 | France         | 24 - 5 | Espagne | à Castres             |
| 2 mai 2004   | Pays de Galles | 24 - 7 | Irlande | à Saint-Jean-du-Falga |
| 2 mai 2004   | Angleterre     | 73 - 7 | Italie  | à Beaumont-de-Lomagne |
| 2 mai 2004   | Écosse         | 32 - 0 | Suède   | à Castelsarrasin      |

### Demi-finales
| 5 mai 2004 | France     | 25 - 6 | Écosse         | à Saint-Orens               |
| 5 mai 2004 | Angleterre | 39 - 3 | Pays de Galles | à Villefranche de Lauragais |

### Finale et classement
| 5 mai 2004 | Irlande | 14 - 5 | Italie | à Balma             |
| 5 mai 2004 | Espagne | 31 - 5 | Suède  | à Quint-Fonsegrives |

#### Match pour la7eplace
| 8 mai 2004 | Italie | 13 - 0 | Suède | à l'Union à Toulouse |

#### Match pour la5eplace
| 8 mai 2004 | Irlande | 20 - 12 | Espagne | à Aucamville |

#### Match pour la3eplace
| 8 mai 2004 | Écosse | 11 - 10 | Pays de Galles | à Tournefeuille |

#### Finale
| 8 mai 2004 | France | 8 - 6 | Angleterre | au Stade des Minimes à Toulouse |

## Poule B
| Rang | Club      | J | V | N | D | Pm  | Pe  | Diff | Pts |
| ---- | --------- | - | - | - | - | --- | --- | ---- | --- |
| 1    | Pays-Bas  | 3 | 3 | 0 | 0 | 249 | 3   | +246 | 6   |
| 2    | Allemagne | 3 | 2 | 0 | 1 | 114 | 30  | +84  | 4   |
| 3    | Norvège   | 3 | 1 | 0 | 2 | 8   | 150 | -142 | 2   |
| 4    | Danemark  | 3 | 0 | 0 | 3 | 8   | 196 | -188 | 0   |

| 2 mai 2004 | Pays-Bas  | 141 - 3 | Danemark  | à Grenade                   |
| 2 mai 2004 | Allemagne | 67 - 0  | Norvège   | à Grenade                   |
| 5 mai 2004 | Pays-Bas  | 78 - 0  | Norvège   | à Saint-Orens               |
| 5 mai 2004 | Allemagne | 47 - 0  | Danemark  | à Villefranche de Lauragais |
| 8 mai 2004 | Pays-Bas  | 30 - 0  | Allemagne | à Aucamville                |
| 8 mai 2004 | Norvège   | 8 - 5   | Danemark  | à Tournefeuille             |